# Omer Goldstein
Omer Goldstein (Misgav, 13 augustus 1996) is een Israëlisch wielrenner die als beroepsrenner reed voor Israel-Premier Tech.

## Carrière
In 2013 werd Goldstein nationaal juniorenkampioen op de weg door in Afula Yam Poliak en Ben Ganon in een sprint naar de overige ereplaatsen te verwijzen. Later dat jaar nam Goldstein deel aan het wereldkampioenschap, waar hij de wegrit niet uitreed.
In 2015 behaalde Goldstein achter Yoav Bear en Aviv Yechezkel de bronzen medaille op het nationaal kampioenschap tijdrijden op het nationale kampioenschap. In de wegrit werd hij vierde.
In 2016 nam Goldstein deel aan de Ronde van Oekraïne, waar hij als vijfde eindigde in het jongerenklassement, ruim vijf minuten achter winnaar Samir Cəbrayılov. Op het nationale kampioenschap tijdrijden werd hij tweede, achter Yechezkel. In juli maakte hij de overstap naar Cycling Academy Team, waar hij een half jaar zou blijven.
In 2018 werd Goldstein prof bij Israel Cycling Academy. Datzelfde jaar werd hij Israëlisch kampioen tijdrijden. Enkele dagen later eindigde hij als derde in de wegrit, ruim een minuut achter de winnaar; zijn broer Roy.
Omer Goldstein was in 2020 de eerste Israëlische deelnemer aan de Ronde van Spanje. Hij haalde de finish in Madrid op plek 106. In 2021 rijdt hij als enige Israëliër de Ronde van Frankrijk.

## Overwinningen
2013
 Israëlisch kampioen op de weg, Junioren
2018
 Israëlisch kampioen tijdrijden, Elite
2020
 Israëlisch kampioen op de weg, Elite
2021
 Israëlisch kampioen tijdrijden, Elite
2022
 Israëlisch kampioen tijdrijden, Elite

## Resultaten in voornaamste wedstrijden
| Jaar | Ronde van Italië | Ronde van Frankrijk | Ronde van Spanje |
| ---- | ---------------- | ------------------- | ---------------- |
| 2018 |                  |                     |                  |
| 2019 |                  |                     |                  |
| 2020 |                  |                     | 106e             |
| 2021 |                  | 122e                |                  |
| 2022 |                  |                     | 63e              |

| Jaar | Milaan-San Remo | Luik-Bast.‑Luik | Ronde van Lombardije | Waalse Pijl | Parijs-Tours |
| ---- | --------------- | --------------- | -------------------- | ----------- | ------------ |
| 2018 |                 |                 | opgave               |             | 93e          |
| 2019 |                 |                 | opgave               |             |              |
| 2020 |                 | opgave          | buit.tijd            | 122e        |              |
| 2021 |                 | 101e            | opgave               |             |              |
| 2022 | 48e             | opgave          |                      |             |              |

## Ploegen
- 2016 –  Cycling Academy Team (vanaf 11-7)
- 2018 –  Israel Cycling Academy
- 2019 –  Israel Cycling Academy
- 2020 –  Israel Start-Up Nation
- 2021 –  Israel Start-Up Nation
- 2022 –  Israel-Premier Tech
- 2023 –  Israel-Premier Tech

Ávila · Boivin · Dempster · Díaz · Earle · Enger · Gebremedhin · O. Goldstein · R. Goldstein · Hermans · Jensen · Lemus · Neilands · Niv · Perry · Plaza · Räim · Sagiv · Sbaragli · Schreurs · Turek · Williams · van Winden · Yechezkel
Ávila · Badilatti · Barbier · Boivin · Brändle · Crisey · Cataford · Cimolai · Dempster · Dunne · Earle · Einhorn (vanaf 1-6) · Enger · Gebremedhin · O. Goldstein · R. Goldstein · Hermans · Jensen · Minali · Neilands · Niv · Perry · Plaza · Räim · Sagiv · Sbaragli · Schreurs · Turek · van Asbroeck · van Winden · Ben Mosche (stagiair) · Ovett (stagiair) · Renard (stagiair)
Badilatti · Barbier · Biermans · Boivin · Brändle · Cataford · Cimolai · Dowsett · Einhorn · Goldstein · Greipel · Hermans · Hofstetter · Hollenstein · Martin · McCabe · Navarro · Neilands · Niv · Piccoli · Politt · Räim · Renard · Sagiv · Schelling · Sutherland · Vahtra · Van Asbroeck · Würtz Schmidt · Zabel
Barbier · Berwick · Bevin · Biermans · Boivin · Brändle · Cataford · Cimolai · De Marchi · Dowsett · Einhorn · Froome · Goldstein · Greipel · Hagen · Hermans · Hofstetter · Hollenstein · Impey · Jones vanaf 1 juli · Martin · Neilands · Niv · Piccoli · Renard · Sagiv · Vahtra · Van Asbroeck · Vanmarcke · Woods · Würtz Schmidt · Zabel
Barbier · Berwick · Bevin · Biermans · Boivin · Brändle · Cataford · Clarke · De Marchi · Dowsett · Einhorn · Froome · Fuglsang · Goldstein · Hagen · Hermans · Hollenstein · Houle · Impey · Jones · Neilands · Niv · Nizzolo · Piccoli · Sagiv (tot 3/8) · Strong · Teuns (vanaf 5/8) · Van Asbroeck · Vanmarcke · Woods · Würtz Schmidt · Zabel · Riccitello (stagiair)
Berwick · Boivin · Clarke · Einhorn · Frigo · Froome · Fuglsang · Gee · Goldstein · Hermans · Hollenstein · Hollyman · Houle · Impey · Jones · Neilands · Nizzolo · Pozzovivo (vanaf 6/3) · Reynders · Riccitello · Sagiv · Schultz · Strong · Teuns · Van Asbroeck · Vanmarcke (tot 7/7) · Williams · Woods · Würtz Schmidt · Zabel · Gilmore (stagiair) · Sheehan (stagiair)